# SD Sueca
SD Sueca is een Spaanse amateurvoetbalclub uit Sueca, Valencia. De club is opgericht in 1935. De club speelt zijn wedstrijden in het Camp de L'Infantil. De club speelt in de Regional Preferente de la Comunidad Valenciana, het hoogste amateurniveau in de regio Valencia.